# Thelidium coriicola
Thelidium coriicola är en lavart som beskrevs av H.Magn.. Thelidium coriicola ingår i släktet Thelidium, och familjen Verrucariaceae. Arten är reproducerande i Sverige.